# Dieter Engelhardt
Dieter Engelhardt (ur. 18 sierpnia 1938 w Heideloh, zm. 30 listopada 2018 w Bennewitz) – niemiecki piłkarz występujący na pozycji pomocnika. Reprezentant NRD.

## Kariera klubowa
Engelhardt jako junior grał w zespole BSG Aktivist Sandersdorf. W 1957 roku został zawodnikiem klubu SG Rotation Leipzig. W pierwszej lidze NRD zadebiutował 8 września 1957 w wygranym 2:1 meczu z Motorem Zwickau. 22 czerwca 1958 w wygranym 3:0 pojedynku z SC Wismut Karl-Marx-Stadt strzelił pierwszego gola w lidze. W 1963 roku Rotation zmienił nazwę na SC Lipsk, a w 1965 roku na Lokomotive Lipsk. Engelhardt grał tam do końca kariery w 1968 roku. Wcześniej, w sezonie 1966/1967 wywalczył z zespołem wicemistrzostwo NRD.

## Kariera reprezentacyjna
W reprezentacji NRD Engelhardt zadebiutował 27 kwietnia 1966 w wygranym 4:1 towarzyskim meczu ze Szwecją. 4 września 1966 w wygranym 6:0 towarzyskim pojedynku z Egiptem strzelił swojego jedynego gola w kadrze. W drużynie narodowej rozegrał 3 spotkania, wszystkie 1966 roku.
W 1964 roku był członkiem reprezentacji, która zdobyła brązowy medal na letnich igrzyskach olimpijskich.